# 로네 셰르피

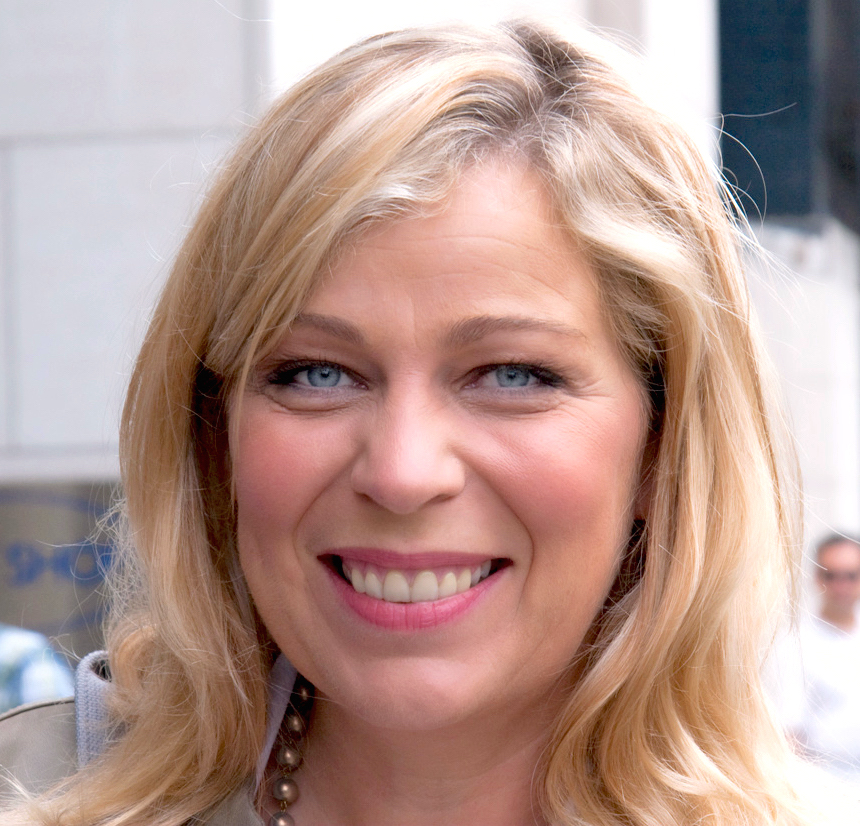
로네 셰르피

로네 셰르피(덴마크어: Lone Scherfig, 1959년 5월 2일 ~ )는 덴마크의 영화 감독이다.